# همريت (المهرة)

تعديل مصدري - تعديل

همريت هي إحدى قرى عزلة قشن بمديرية قشن التابعة لمحافظة المهرة، بلغ تعداد سكانها 76 نسمة حسب تعداد اليمن لعام 2004.